# ويليام كلارك (ضابط)
ويليام كلارك (بالفرنسية: Henri-Jacques-Guillaume Clarke )‏ (و. 1765 – 1818 م) هو سياسي، ودبلوماسي، وضابط فرنسي، ويحمل رتبة عسكرية فريق أول، توفي في نيوويلير ليه سافيرن، عن عمر يناهز 53 عاماً.

## مناصب
تولى منصب سفير
- وزير الحرب
- Pair of France ‏.

## التعليم
تعلم في المدرسة العسكرية.

## جوائز
حصل على جوائز منها:
- وسام الصليب الأكبر لجوقة الشرف
- مارشال فرنسا
- فارس الوسام الملكي والعسكري في سانت لويس
- أسماء منقوشة تحت قوس النصر بباريس.